# Burch Mann
Burch Mann, épouse Holzmann, née le 16 août 1908 et décédée le 25 juin 1996, est une danseuse et chorégraphe américaine. Elle est connue pour avoir fondé le American Folk Ballet.

## Biographie
Burch Mann est née le 16 août 1908 dans le Wise County, au Texas à proximité de Decatur et nommée d'après un médecin de famille. En 1918, la famille déménage dans l'Oklahoma pour fournir une meilleure éducation aux quatre enfants, s'installant à Glenpool dans le Comté de Tulsa.
En 1925, âgée de 17 ans et avec 50 cents en poche, elle part à New York pour apprendre la danse. En 1928, elle a déjà côtoyé de nombreux maîtres russes dont  Adolph Bolm, Luigi Albertieri, Mikhail Mordkin et Michel Fokine. Ce dernier l'influence beaucoup. En avril 1929, elle épouse Joy Holtzman à Tulsa.
Dans les années 1930, elle travaille comme chorégraphe pour plusieurs boîtes de nuit de la côte Est comme The Martinique, Havana Madrid, The Latin Quarter à New York ou The Mayflower à Boston. Dans les années 1940, à la suite d'une mission d'une des boîtes de nuit, elle s'installe en Californie. En 1952, elle ouvre un studio à Alhambra dans le comté de à Los Angeles .
En 1955, les chorégraphies de la première année de l'émission The Mickey Mouse Club sont conçues par Burch Mann. Par la suite, elle participe aux chorégraphies du par Disneyland dont Dixieland at Disneyland".
En 1960, elle fonde une école de danse à Pasadena et forme la compagnie de danseurs professionnels Burch Mann Dancers. Cette compagnie se rebaptise American Folk Ballet en 1962. La première du spectacle American Folk Ballet conçu par Burch Mann est présentée dans la salle du El Capitan Theatre.
Dans les années 1960 et 1970, la troupe fait des représentations aux États-Unis et en Europe et même en Russie et à Israël. Le voyage en Russie est l'occasion pour faire une émission télévisée nommée Distant Danse diffusée sur PBS. La troupe participe aussi à cinq reprises à l'émission The Ed Sullivan Show.
En 1982, Burch Mann déménage son studio de danse à Cedar City dans l'Utah,.
Elle prend sa retraite en 1992 et décède  le 25 juin 1996 à son domicile.